# (3419) Guth
(3419) Guth es un asteroide perteneciente al cinturón exterior de asteroides descubierto por Ladislav Brožek el 8 de mayo de 1981 desde el Observatorio Kleť, cerca de České Budějovice, República Checa.

## Designación y nombre
Guth recibió inicialmente la designación de 1981 JZ.
Más adelante, en 1993, se nombró en honor del astrónomo checo Vladimír Guth (1905-1980).

## Características orbitales
Guth orbita a una distancia media del Sol de 3,213 ua, pudiendo alejarse hasta 3,419 ua y acercarse hasta 3,008 ua. Su excentricidad es 0,06385 y la inclinación orbital 17,49 grados. Emplea en completar una órbita alrededor del Sol 2104 días.

## Características físicas
La magnitud absoluta de Guth es 10,9. Emplea 14,43 horas en completar una vuelta sobre su eje y tiene un diámetro de 32,96 km. Se estima su albedo en 0,0854.